# Hirth Motoren
La Hirt Motoren GmbH è stata una casa costruttrice tedesca di motori aeronautici.

## Storia

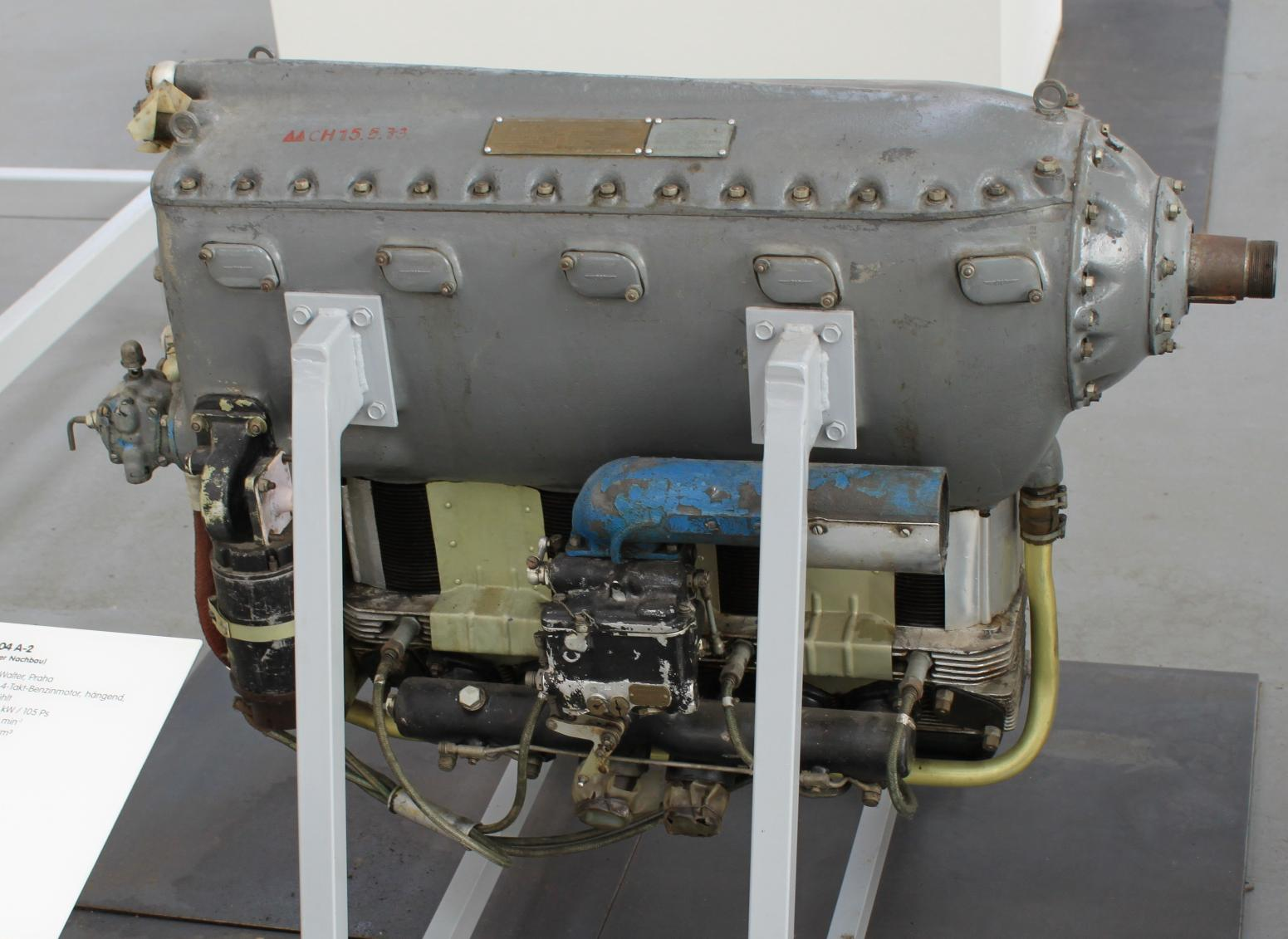
Un Hirth HM 504 esposto presso il Technikmuseum a Dessau.

In origine, Hellmuth Hirth fondò nel 1920 la Hellmuth Hirth Versuchsbau (poi rinominata Leichtmetall-Werke GmbH ed infine Elektronmetall GmbH), dedicata alla costruzione di componenti di motori in lega leggera.  Nel 1927, Hirth separò il ramo d'azienda relativo alle parti di motori aeronautici rinominandolo Hirth Motoren GmbH (mentre il resto diventerà la Mahle GmbH).
In seguito all'incidente aereo del 1938 in cui Hirth perse la vita, il Ministero dell'Aria del Reich (l'RLM) nazionalizzò la compagnia. Nello stesso periodo, Ernst Heinkel stava sviluppando presso la sua industria aeronautica una inedita classe di motori a getto ideati da Hans von Ohain. Dal momento che la Heinkel non aveva il necessario know-how per la produzione in serie di motori aeronautici, l'RLM dispose l'incorporazione della Hirth nella Heinkel dando origine alla Heinkel-Hirth verso la fine del 1941. La produzione dei motori a pistoni continuò, affiancata allo sviluppo dei motori a getto di von Ohain che però, per varie ragioni, non riuscirono a raggiungere la produzione in serie.

## Produzione
Il primo motore della nuova compagnia, il quattro cilindri in linea rovesciato HM 60, fu messo in produzione nel 1931, riscuotendo un discreto successo in particolare nella versione migliorata HM 60R. A partire dal 1934 una nuova linea di motori a quattro, sei, otto e dodici cilindri (Hirth HM 504, Hirth HM 506, Hirth HM 508 e Hirth HM 512) fecero della Hirth uno dei principali costruttori di motori aeronautici tedeschi. Dal 1938 furono messi in produzione l'HM 501 e HM 515, derivati dal HM 500.
Sino alla fine della seconda guerra mondiale furono prodotti dalla Hirth circa 10.000 motori aeronautici a pistoni.

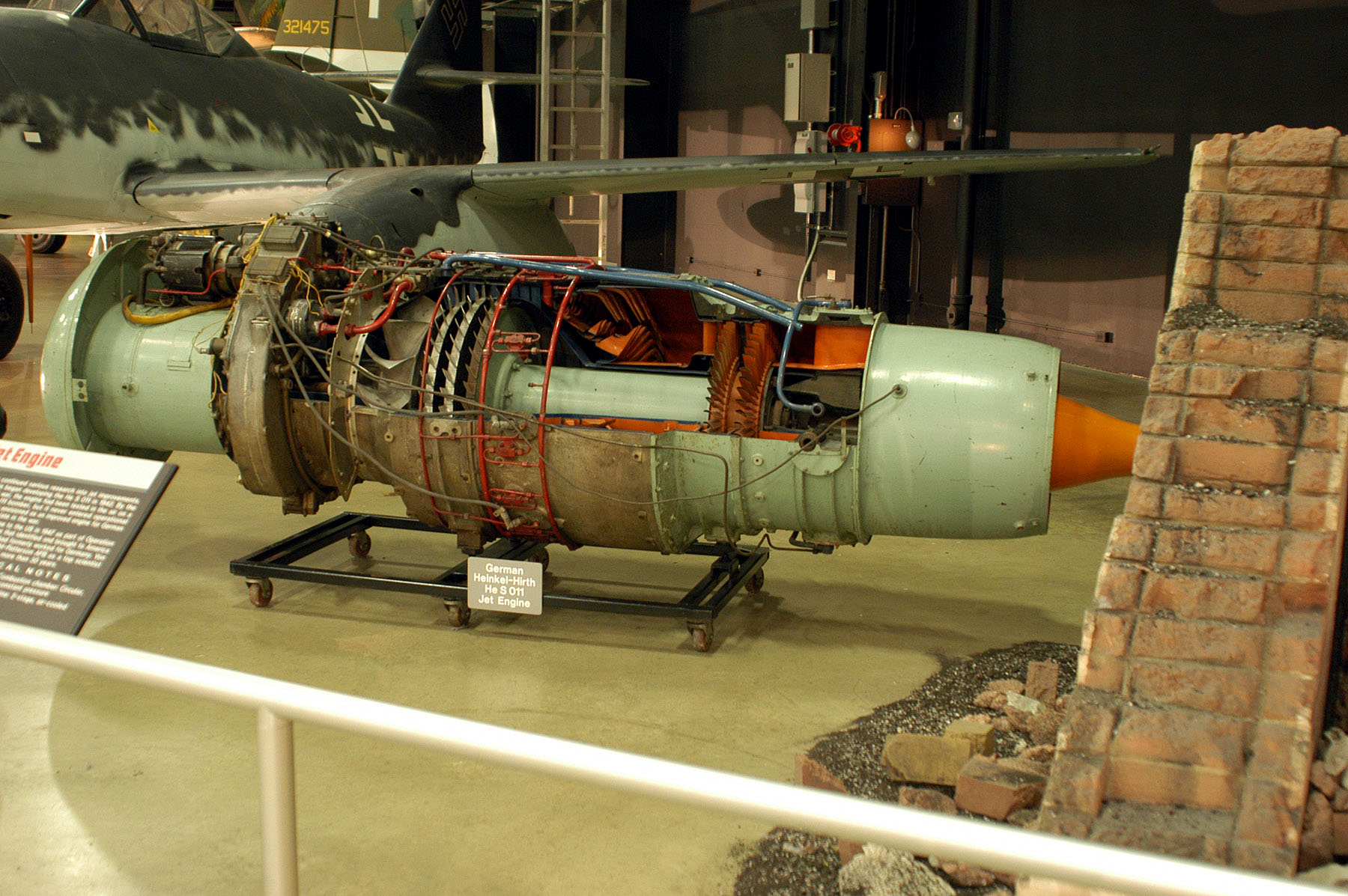
Uno dei rari esemplari oggi esistenti di Heinkel-Hirth HeS 011.

Dopo la fusione con la Heinkel furono sviluppati diversi prototipi di motore a getto, tra cui l'Heinkel HeS 011, l'unico (costruito in appena 19 esemplari) ad essere pronto per la produzione in serie che, comunque, non inizierà mai a causa della sopravvenuta sconfitta della Germania nella seconda guerra mondiale.